# 전기전자공학자협회
전기전자공학자협회(Institute of Electrical and Electronics Engineers, IEEE)는 전기전자공학 전문가들의 국제조직이다.
IEEE는 'I-Triple-E'(아이 트리플 이)라고 발음하며, 미국의 뉴욕에 위치하고 있다. 2004년 150개국 35만 명의 회원으로 구성된 전기전자공학에 관한 최대 기술 조직으로 주요 표준 및 연구 정책을 발전시키고 있다. 주요 역할은 전기 전자에 대한 산업 표준 회의를 통하여 정하고 이것을 공표하여, 산업 기기간의 표준화를 구현한다.
IEEE는 1963년에 전파공학자 협회(IRE, Institute of Radio Engineers, 1912년 설립)와 미국 전기공학자 협회(AIEE, American Institute of Electrical Engineers, 1884년 설립)를 합병하여 설립되었다. 대부분의 IEEE 회원들은 전기공학, 전자공학, 컴퓨터 과학뿐만 아니라 물리학, 수학 같은 기초과학 전공자들도 있다.

## 주요 IEEE 위원회와 포맷
- IEEE 754 floating point arithmetic specifications
- IEEE 802 LAN/MAN
- IEEE 802.11 Wireless Networking
- IEEE 896 Futurebus
- IEEE 1003 POSIX
- IEEE 1076 VHDL VHSIC Hardware Description Language
- IEEE 1149.1 JTAG
- IEEE 1275 Open Firmware
- IEEE 1284 Parallel port
- IEEE 1394 Serial Bus ("FireWire")
- IEEE 12207 Information Technology

## IEEE 마일스톤
IEEE에서 전기 전자 정보공학 분야에서 인류의 산업 발전에 지대한 공헌을 한 역사적 업적을 인정하는 제도이다.
| 순 | 국가           | 보유량 |
| -- | -------------- | ------ |
| 1  | 미국           | 113개  |
| 2  | 일본           | 46개   |
| 3  | 영국           | 22개   |
| 4  | 캐나다         | 14개   |
| 6  | 이탈리아       | 9개    |
| 5  | 독일           | 8개    |
| 7  | 프랑스         | 7개    |
| 8  | 스위스         | 3개    |
| 9  | 네덜란드       | 3개    |
| 10 | 이스라엘       | 2개    |
| 11 | 러시아         | 2개    |
| 12 | 인도           | 2개    |
| 13 | 오스트레일리아 | 1개    |
| 14 | 스웨덴         | 1개    |
| 15 | 대한민국       | 1개    |

## 대한민국과 관련된 IEEE 하부조직 또는 학회

### 조직
IEEE Seoul Section(https://site.ieee.org/seoul/)
IEEE의 서울지부. 서울/수도권에 거주하는 IEEE 회원들의 모임이며, 정기적으로 미팅행사를 가진다.

### 학회

#### IEEE International Conference on Ubiquitous and Future Network
약칭 IEEE ICUFN 유비쿼터스와, 미래 네트워크에 대해 다루는 학회다. IEEE Communications Society와 Springer, 한국통신학회가 주관하며, 삼성전자, LG전자, SK 텔레콤, 한국전자통신연구원등이 후원한다.

#### IEEE International Conference on Network Infrastructure and Digital Content
약칭 IEEE IC-NIDC, IEEE Beijing Section에서 후원하며, 중국의 북경우전대학, 일본의 도호쿠대학, 대한민국의 한양대학교가 주관하는 네트워크 인프라와 디지털 컨텐츠 관련 학회다. 2009년도 학회의 경우 7개국 220편의 논문이 발표되었다.

## 같이 보기
- IEEE 표준 협회
- 국제전기기술위원회